# Marguerite Allar
Pour les articles homonymes, voir Allar (homonymie).
Marguerite Allar, née le 1er août 1899 à Marseille où elle est décédée le 22 janvier 1974, est une peintre et dessinatrice française.

## Biographie
Marguerite Allar est la fille de Fernand Allar, architecte-entrepreneur et la petite fille de Gaudensi Allar architecte, frère du sculpteur André-Joseph Allar. Sa mère Angeline Allar née Galli (1874-1963) est elle-même peintre. Marguerite épouse le 3 octobre 1928 Jehan Urtin dont elle a une fille Régine (décédée en 1996). Elle s'adonne à la peinture et devient l'élève de Jean Patricot. Elle peint des paysages provençaux et orientaux, ainsi que des portraits (Comtesse Pastré etc.). À partir de 1928, elle expose régulièrement au salon des artistes français à Paris et aux expositions régionales. Elle réalise également des vitraux (chapelle Saint-Lucien aux Goudes à Marseille).
En 1946, elle crée sa propre académie sur le Vieux Port au 13 quai de Rive Neuve où elle est la voisine du peintre François Diana. Elle y enseigne le dessin, la peinture, l'histoire de l'art et la décoration. Cette académie va pendant des années connaître une grande notoriété et contribue à former de nombreux jeunes artistes. Elle réussit en 1957 le concours d'histoire de l'art à l'École des beaux-arts de Marseille.

## Œuvres
- La Maison Diamantée, dessin, musée des Beaux-Arts de Marseille[3]
- La Maison Diamantée, Pierre noire et gouache sur papier, Musée Cantini à Marseille[4]